# Street Fighter
Street Fighter – bijatyka 2D, stworzona przez Capcom, wydana w roku 1987 na automaty, później skonwertowana na różne komputery osobiste, oraz na TurboGrafx-CD, przystawkę CD do TurboGrafx-16, na tej platformie wydana pod nazwą Fighting Street. Później gra pojawiała się w różnych zestawach gier Capcomu. To pierwsza gra z serii Street Fighter, a gra była jedną z pierwszych bijatyk 1 na 1 w historii. Głównymi bohaterami są Ryu i Ken, przyjaciele i rywale – w grze zabrakło ekranu wyboru, pierwszy gracz kieruje Ryu, drugi gracz – Kenem. Wybrany wojownik podróżuje przez 5 krajów – Anglię, Stany Zjednoczone, Japonię, Chiny i Tajlandię, by zmierzyć się z najlepszymi wojownikami.

## Rozgrywka
Na początku gracz wybiera jeden z 4 krajów, do którego chce się udać (Tajlandia znajduje się na końcu podróży). W każdym kraju znajduje się dwóch mistrzów, z którymi należy walczyć – w Anglii to Birdie i Eagle, w Japonii Retsu i Geki, w Stanach Zjednoczonych Joe oraz Mike, w Chinach Lee oraz Gen. Na końcu zaś czekają Adon oraz Sagat – "Bóg Muay Thai". Część postaci powróciła w późniejszych odsłonach serii, przy czym Mike w Japonii występujący pod nazwiskiem M. Bison i będący parodią Mike’a Tysona, na zachodzie został przemianowany na Balroga. Gra jest typową bijatyką 1 na 1, gdzie gracz za pomocą kopnięć i uderzeń musi zabrać przeciwnikowi cały pasek życia. Street fighter używał 6 klawiszy – po 3 kopnięcia i uderzenia (słabe, średnie, silne). Model ten stosowała później cała seria. Na poszczególnych platformach sterowanie w różny sposób odchodziło od automatowego. Ken i Ryu potrafią wykonywać 3 specjalne ruchy, Hadouken (strzał kulą energii), Shoryuken (wybijające w powietrze uderzenie ognistą pięścią), oraz Tatsumaki Senpukyaku (obrotowe kopnięcia przy wyskoku w stronę przeciwnika). Również przeciwnicy posiadali własne ruchy specjalne.